# Ассоциация польских итальянистов
Ассоциация польских итальянистов (пол. Stowarzyszenie Italianistów Polskich) — польское научное общество, основанное в 2015 году.
Согласно Уставу, целью Общества является проведение и поддержка исследований в области итальянской литературы и культуры, итальянского языкознания, дидактике итальянского языка и переводоведения; содействие преподаванию итальянского языка как иностранного на всех уровнях образования; популяризация итальянской культуры; сотрудничество с профильными национальными и международными организациями; организация научных конференций и публичных чтений; публикация и распространение информации в области итальянистики; содействие общению и обмену опытом между членами Ассоциации; поддержка научных разработок начинающих итальянистов; получение и выделение грантов на участие Ассоциации в национальных и международных проектах.
Ассоциация активно сотрудничает с профильными польскими и международными образовательными и научными организациями.
Ассоциация выступает организатором и патроном научных конференций и съездов, а также Национального конкурса итальянского языка для учащихся средних школ.
Члены Ассоциации входят в консультативную группу Министерства науки и высшего образования Польши по рецензированию научных журналов и материалов научных конференций.
Председателем Общества является доктор наук, профессор Лодзинского университета Артур Галковский.